# Trentemøller live in Copenhagen
Trentemøller live in Copenhagen er en film instrueret af Michael Schwanenflügel.

## Handling
I forbindelse med udgivelsen af det kritikerroste album Into the Great Wide Yonder drog den danske electro-ekvilibrist Trentemøller og hans band på turné. Turnéen startede i København i slutningen af 2010 og bragte dem derefter rundt til det meste af verden. Efter næsten 100 koncerter blev turnéen afsluttet i byen, hvor det hele startede, med to udsolgte shows i Den Grå Hal på Christiania.